# 滄浪三傑
「滄浪三傑」指的是民國時代私立蘇州美術專科學校（合併為今南京藝術學院）的三位創辦人，顏文樑（1893－1988）、朱士傑（1900－1990）和胡粹中（1900—1975）。該校師生把顏、胡、朱三姓聯起來，用吳音稱之為「眼烏珠」。他們三人被公認是中國現代美術的奠基者及啟蒙者。

## 簡介
三人自小跟隨顏文樑的父親顏純生學習國畫。

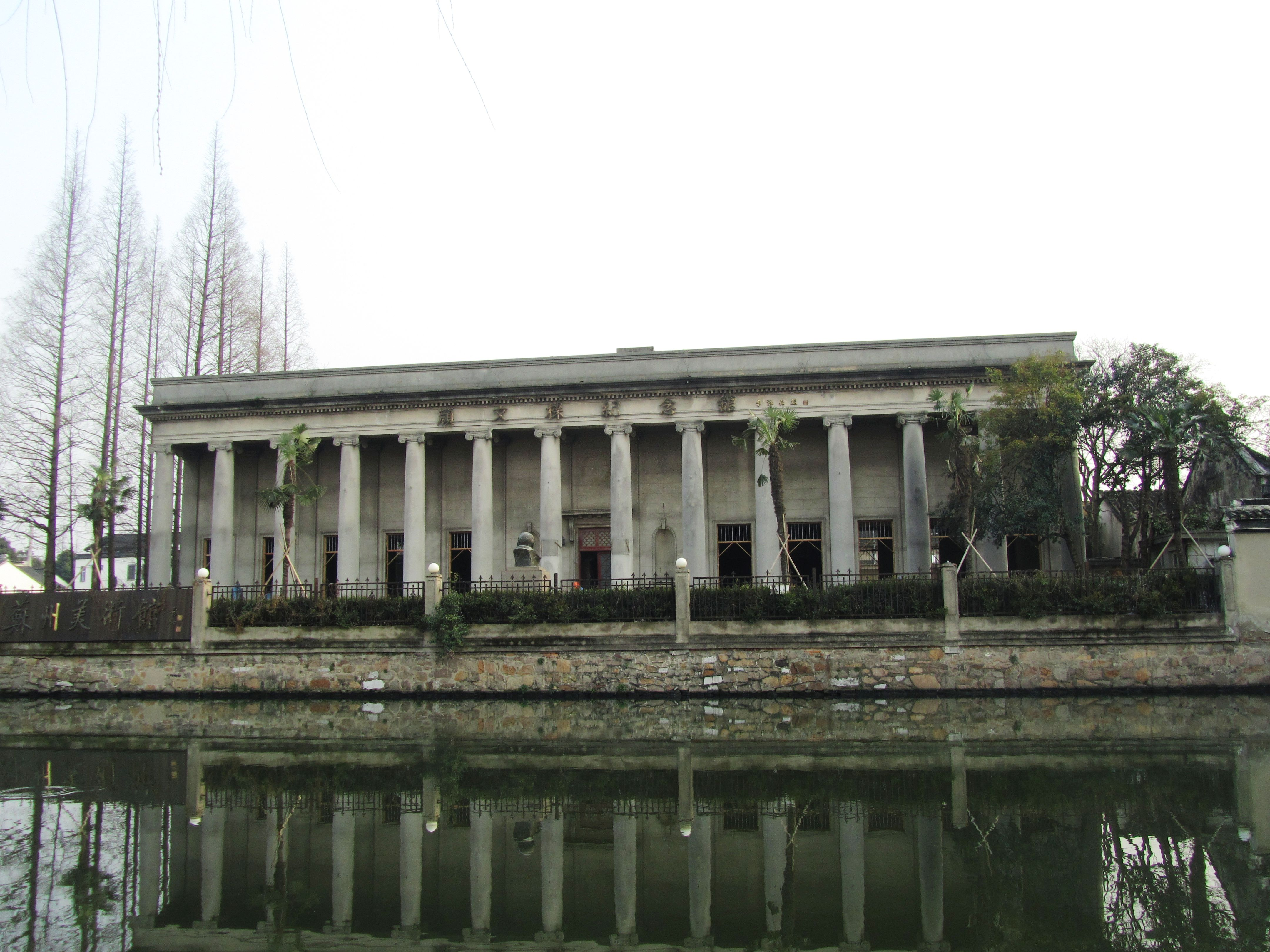
蘇州美術專科學校舊址

1922年，顏文樑與朱士傑和胡粹中共同創建蘇州美術專科學校。那時顏文樑三十歲，而胡與朱則均是二十三歲的青年。
1927年，建立蘇州美術館。同年，在滄浪亭東側興建羅馬大樓校舍。

### 顏文樑
顏文樑於1928年前往法國巴黎高等美術專科學校學習，並於1929年以在法國留學前創作的粉筆畫《廚房》參加了1929年的法國秋季沙龍展並獲獎，是華人的油畫作品首次在國際上得獎。
1932年回國後歷任蘇州美專校長、中央大學美術系主任、浙江美術學院副院長及中央美術學院教授等職務。

### 朱士傑
朱士傑多才多藝，不僅精於油畫，而且對音樂、攝影、雕塑和工藝美術也有研究。朱士傑在蘇州美專創建實用美術系，該專業後來發展成「藝術設計」，並創立中國第一個動畫系專業。
1954年，蘇州美專合併為南京藝術學院，朱士傑任南京藝術學院教授。

### 胡粹中
胡粹中擅長水彩畫。離開蘇州美專後先後在蘇南工專、華東藝專、西安冶金建築學院長期任教。

## 評價
滄浪三傑是中國早期的西洋畫家，同時又都是卓越的教育家。他們盡畢生精力，培養出了許多美術家，桃李滿天下。